# Andon (rivière)
Pour les articles homonymes, voir Andon.
L'Andon est une rivière française qui coule dans le département de la Meuse. C'est un affluent de la Meuse en rive gauche.

## Géographie
L'Andon est une rivière de l'Argonne. Elle naît dans l'ouest du département de la Meuse sur le territoire de la commune de Montfaucon-d'Argonne. Son cours effectue une boucle à concavité est, s'orientant d'abord vers l'ouest, puis le nord et enfin l'est.
Elle conflue avec la Meuse sur le territoire de Doulcon, face à la petite ville de Dun-sur-Meuse.

## Communes traversées
L'Andon traverse ou longe les communes suivantes : Montfaucon-d'Argonne, Nantillois, Épinonville, Cierges-sous-Montfaucon, Romagne-sous-Montfaucon, Bantheville, Aincreville, Cléry-le-Grand, Cléry-le-Petit et Doulcon, toutes situées dans le département de la Meuse.

## Hydrologie
Le débit de l'Andon a été observé pendant une période de 13 ans (1972-1985), à Cléry-le-Grand, localité située tout près du confluent avec la Meuse. La surface observée y est de 61 km2, c'est-à-dire 93 % de la totalité du bassin versant.
Le module de la rivière à Cléry-le-Grand est de 0,896 m3/s.
L'Andon présente des fluctuations saisonnières de débit importantes, avec des hautes eaux d'hiver portant le débit mensuel moyen à un niveau situé entre 1,43 et 1,86 m3/s, de décembre à mars inclus (maximum en février). Les basses eaux ont lieu en fin d'été et au début de l'automne, avec une baisse du débit moyen mensuel allant jusque 0,175 m3 au mois de septembre (175 litres par seconde), ce qui est assez faible.
Cependant, à l'étiage, le VCN3 peut chuter jusque 0,045 m3, en cas de période quinquennale sèche, soit 45 litres par seconde, ce qui devient relativement sévère, le débit étant alors réduit à 5 % du débit moyen.
D'autre part, les crues peuvent être assez importantes, compte tenu de l'exiguïté du bassin versant. Les QIX 2 et QIX 5 valent respectivement 9 et 12 m3. Le QIX 10 vaut 13 m3/s, tandis que le QIX 20 se monte à 15 m3. Enfin le QIX 50 n'a pas été calculé, faute de durée d'observation.
Le débit instantané maximal enregistré a été de 14,1 m3/s le 31 décembre 1981, tandis que la valeur journalière maximale était de 9,83 m3/s le même jour. En comparant le premier de ces chiffres aux valeurs des différents QIX de la rivière, cette crue n'était même pas d'ordre vicennal et donc nullement exceptionnelle. Elle est destinée à se répéter tous les 15 ans en moyenne.
La lame d'eau écoulée dans le bassin de l'Andon est de 465 millimètres annuellement, ce qui est élevé, très nettement supérieur à la moyenne d'ensemble de la France, mais supérieur également à celle de l'ensemble du bassin français de la Meuse (450 millimètres à Chooz peu avant la frontière belge ). Le débit spécifique (ou Qsp) se monte à 14,7 litres par seconde et par kilomètre carré de bassin.

## Curiosités - Tourisme
- le cimetière américain de Romagne-sous-Montfaucon, plus grand cimetière américain d'Europe. Y reposent des américains morts pendant l'Offensive Meuse-Argonne lors de la Première Guerre mondiale.
- le Monument américain de Montfaucon, commémorant la victoire américaine de l'offensive Meuse-Argonne lors de la  Première Guerre mondiale.